# Autorretrato entre o relógio e a cama
Autorretrato entre o Relógio e a Cama é uma pintura de Edvard Munch datada de 1940–1943.
Trata-se de um autorretrato que é uma de suas últimas grandes obras. Munch se descreve como um homem infeliz e envelhecido que parece congelado e achatado. Atrás dele está uma sala iluminada cheia de luz e pinturas passadas, mas ele colocou seu eu atual entre um relógio e uma cama, simbolizando a passagem inevitável do tempo e onde ele eventualmente se deitará pela última vez.